# Jacotella enoplura
Jacotella enoplura är en kvalsterart som beskrevs av Adilson D. Paschoal 1983. Jacotella enoplura ingår i släktet Jacotella och familjen Gymnodamaeidae. Inga underarter finns listade i Catalogue of Life.